# 羽杉属
羽杉属（学名：Walchia），是一属化石针叶树，类似于柏树属，在欧洲和北美洲的宾夕法尼亚州上石炭纪（Carboniferous）和二叠纪下石质（约310-290 Mya）岩石中发现。原地羽杉属树桩森林位于新斯科舍省布鲁尔的诺森伯兰海峡沿岸。
1977年，中国在甘肃永昌大泉龙首山东段山西组中发现两种羽杉化石:松形羽杉和长叶羽杉。

## 下属物种
- 双羽杉 Walchia bipinnata Gu et Zhi, 1974
- Walchia garnettensis
- Walchia hypnoides
- 长叶羽杉 Wachia longifolia
- 龙首山羽杉 Wachia longshoushanensis Shen, 1984
- 松形羽杉 Walchia piniformis (Schlotheim) Sternberg